# Tchórzew (Lublin)
Pour les articles homonymes, voir Tchórzew.
Tchórzew (prononciation [ˈtxuʐɛf]) est un village de la gmina de Borki du powiat de Radzyń Podlaski dans la voïvodie de Lublin, situé dans l'est de la Pologne.
Il se situe à environ 5 kilomètres au sud-est de Borki (siège de la gmina), 13 kilomètres au sud-ouest de Radzyń Podlaski (siège du powiat) et 49 kilomètres au nord de Lublin (capitale de la voïvodie).
Le village comptait approximativement une population de 202 habitants en 2014.

## Histoire
De 1975 à 1998, le village est attaché administrativement à l'ancienne voïvodie de Lublin.

Depuis 1999, il fait partie de la nouvelle voïvodie de Lublin.

## Galerie

Pierre commémorative sur la rivière Tyśmienica
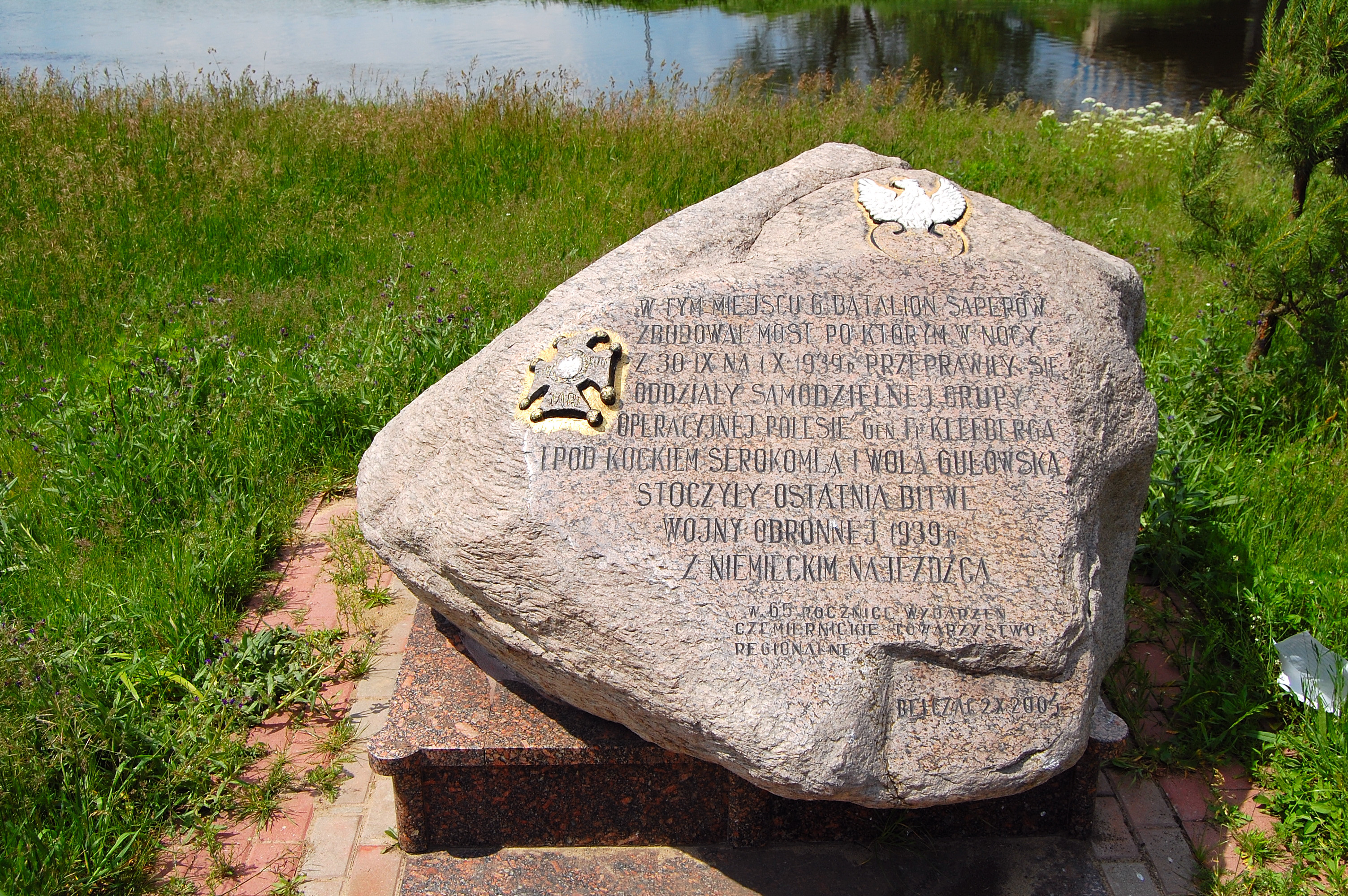
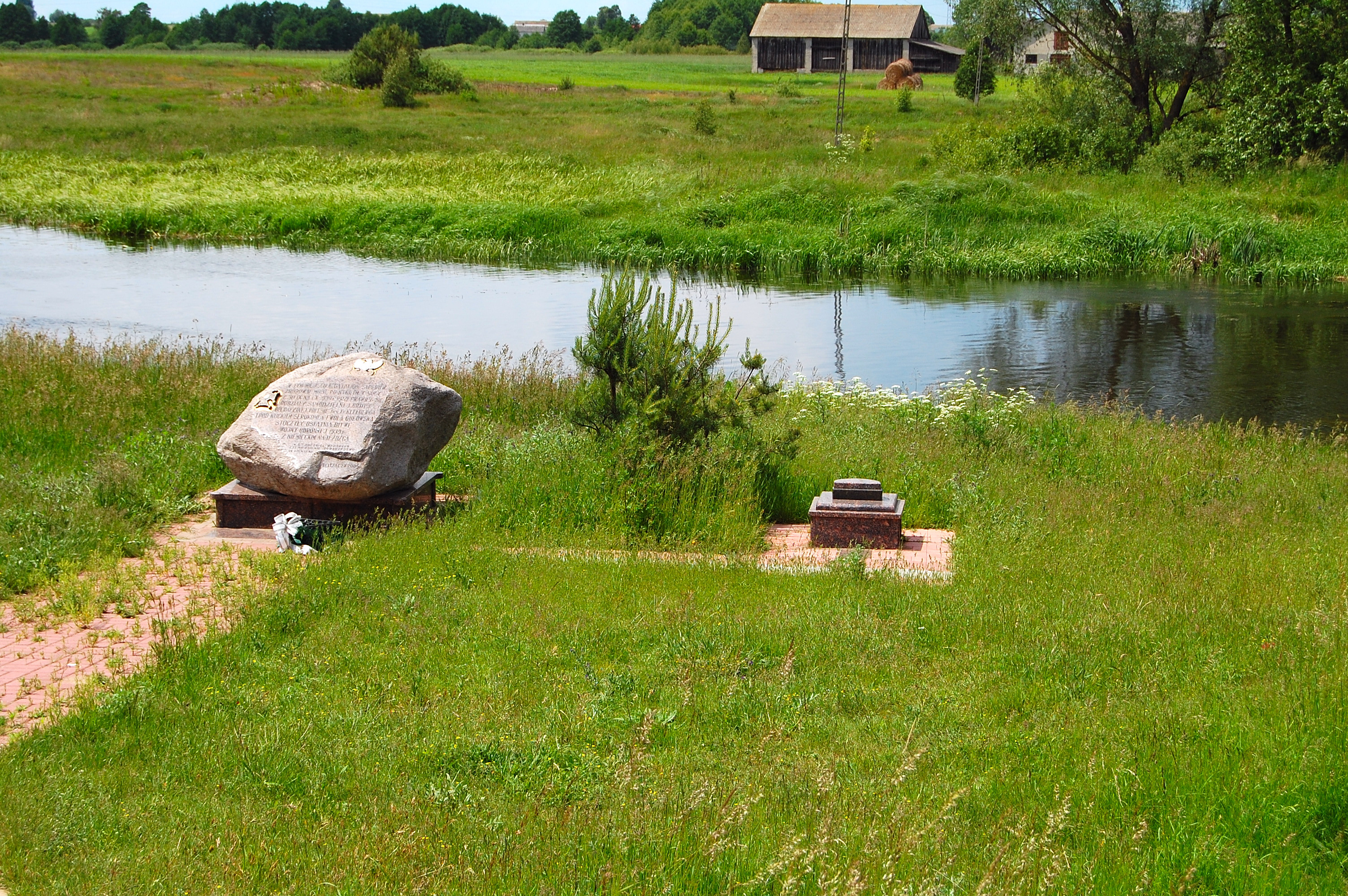
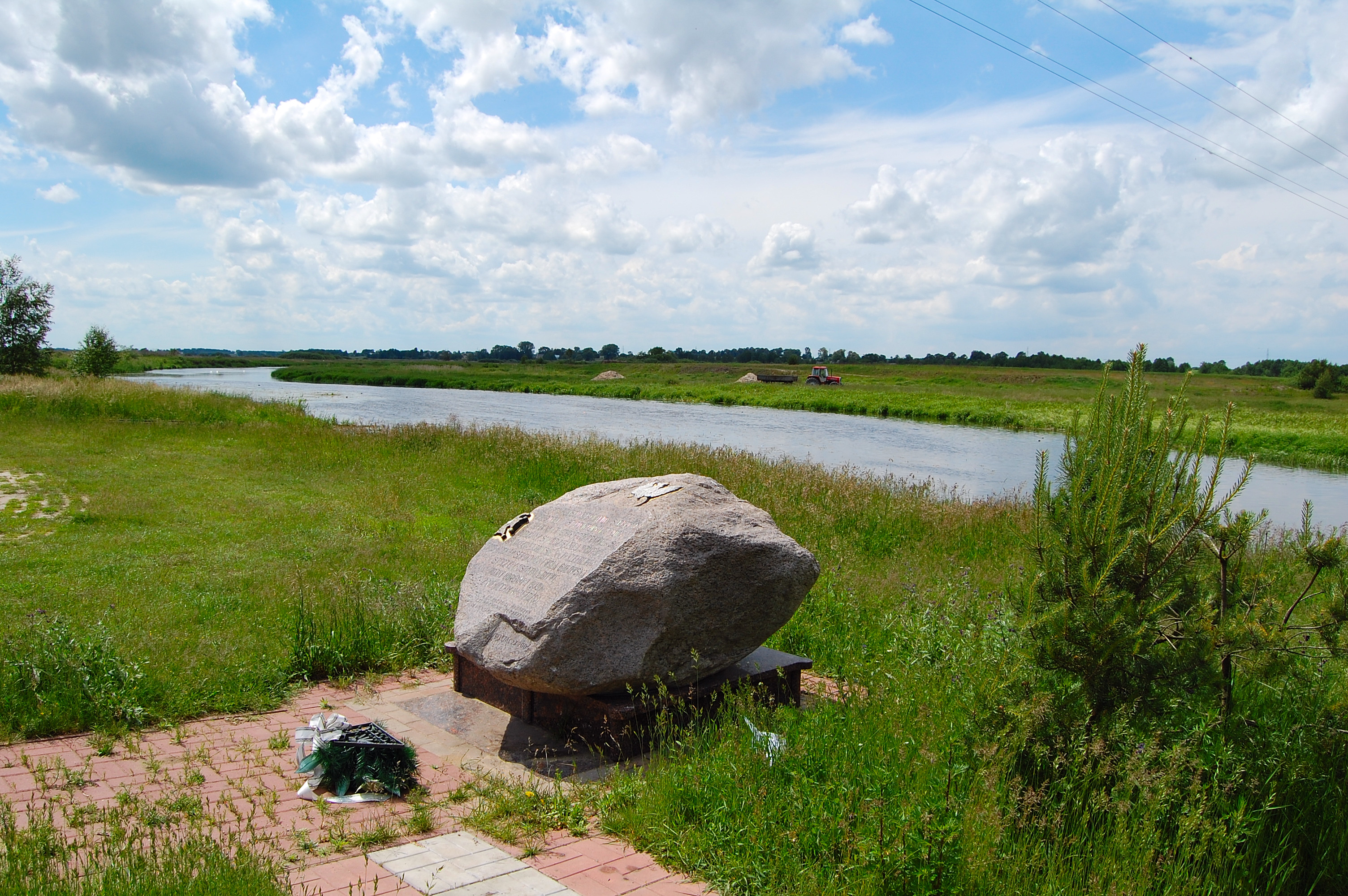

La rivière Tyśmienica à Tchórzew
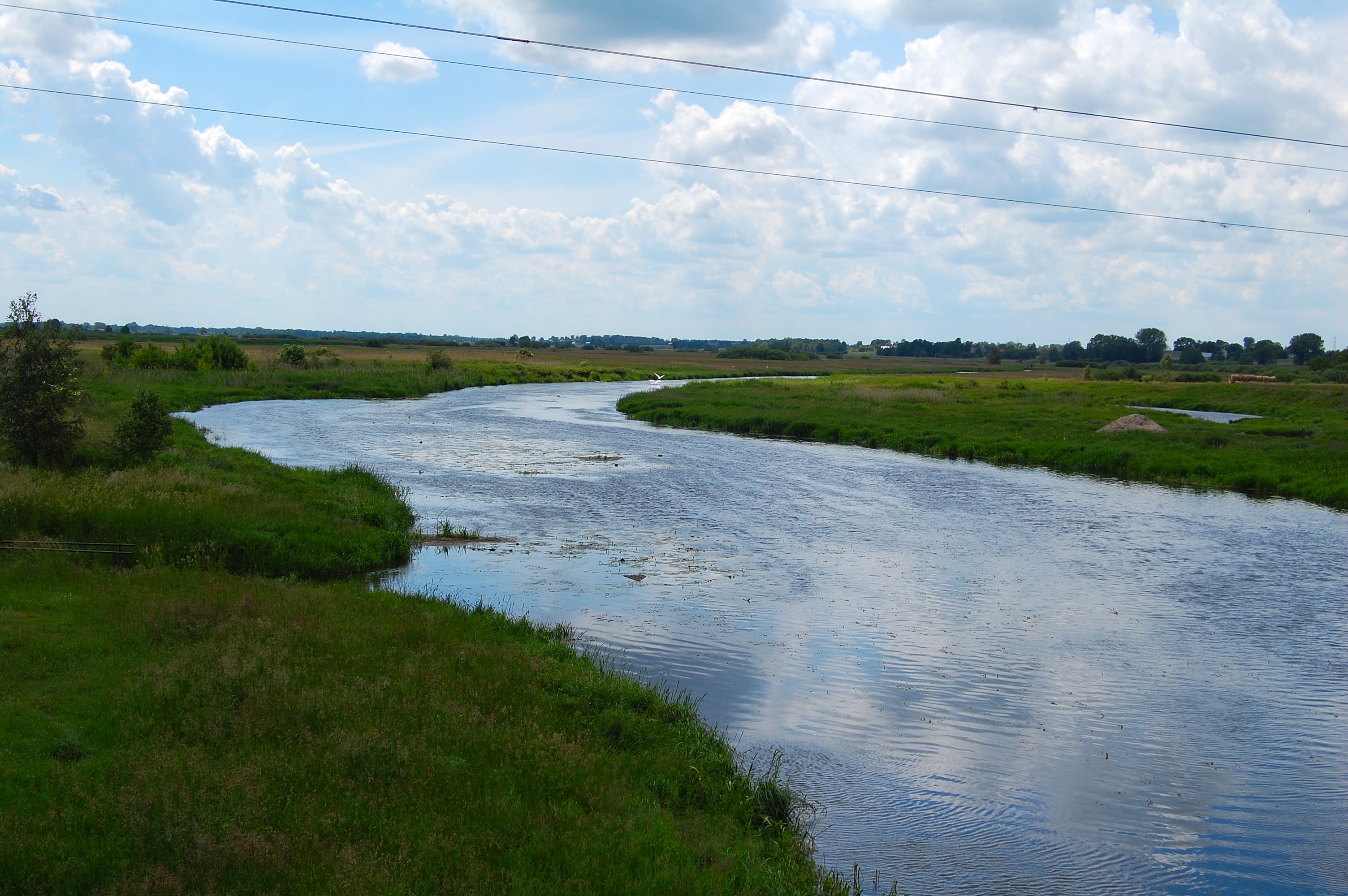
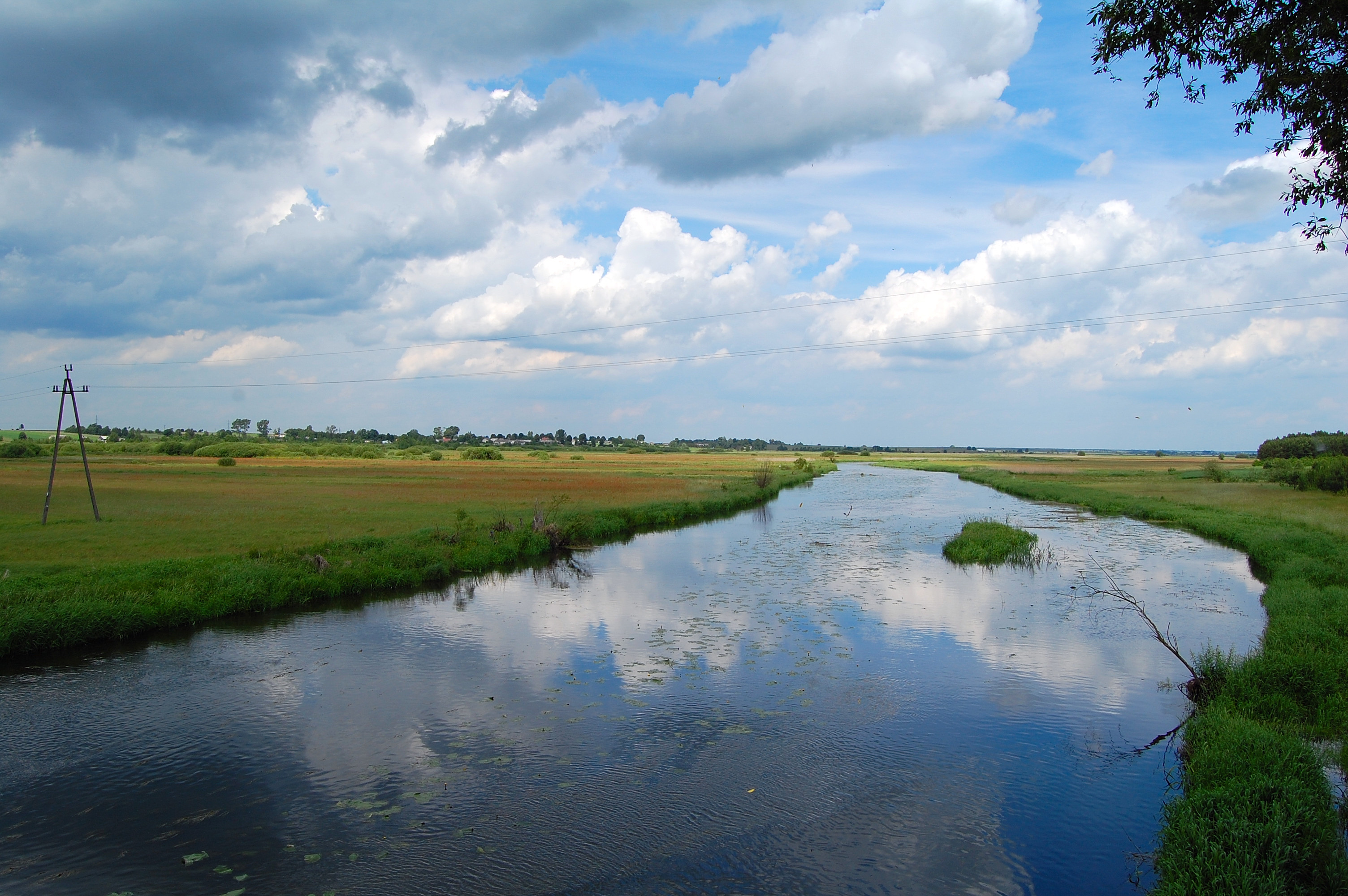
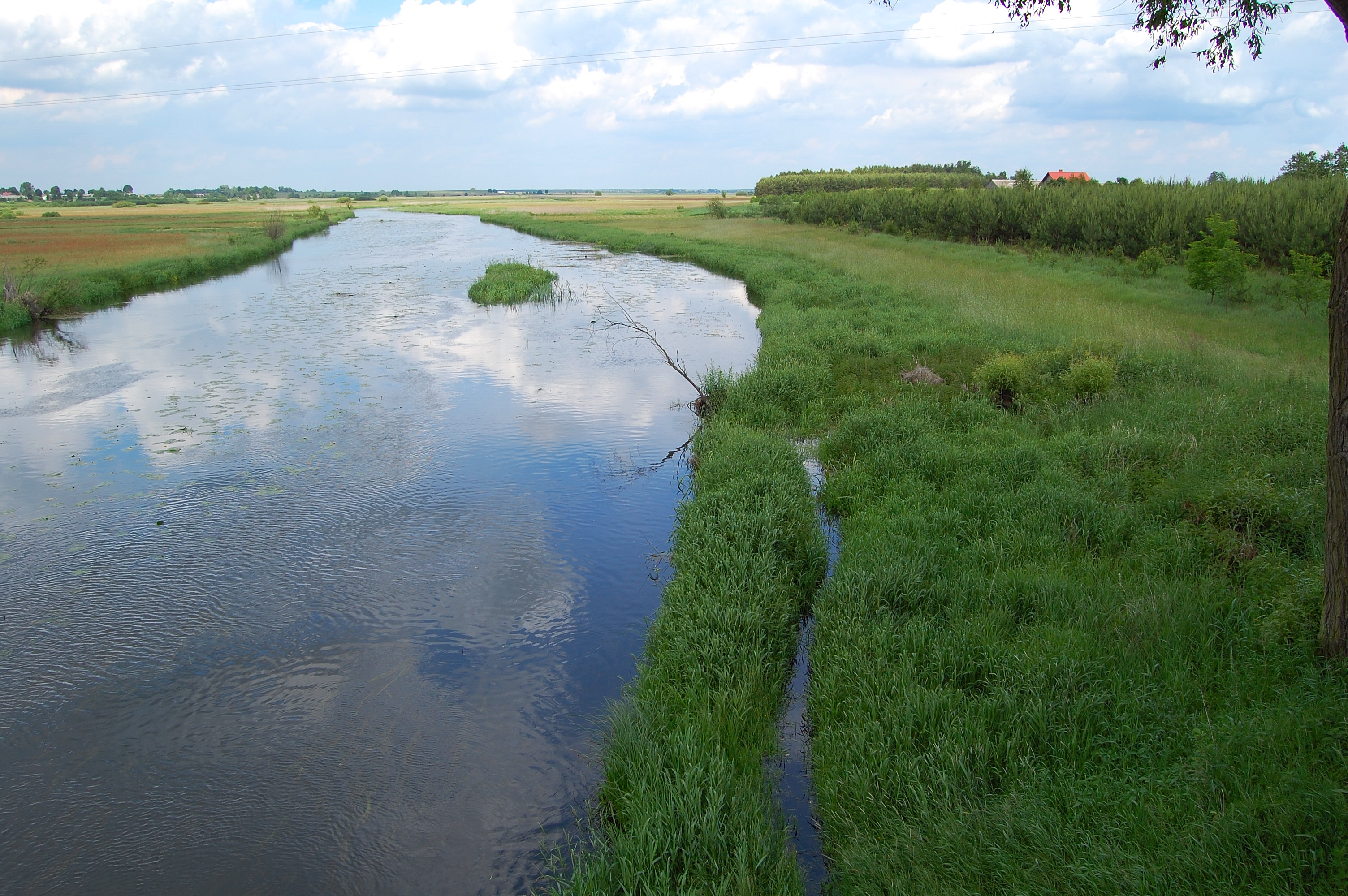